# Aiden
Aiden war eine 2003 gegründete US-amerikanische Post-Hardcore-Band aus Seattle, Washington, die bedingt auch dem Horrorpunk zugerechnet wurde. Die Gruppe trennte sich erstmals 2012 und fand zwei Jahre später wieder zusammen. 2016 erfolgte die zweite Trennung.

## Geschichte
Im Frühjahr 2004 beschlossen die High-School-Schüler Angel Ibarra (Gitarre), Jake Wambold (Gitarre) und Jake Davison (Schlagzeug) und Wil Francis (Bass) eine Band zu gründen. Sie benannten sich nach einer Figur aus dem Horrorfilm Ring.
Schon im Juli desselben Jahres stellten sie bei ihrem ersten Gig in einer Pizzeria in Seattle ihre ersten fünf selbst geschriebenen Songs vor. Kurz darauf stieß Nick Wiggins zur Band und komplettierte das bestehende Quintett. Ihr Debütalbum Our Gang's Dark Oath erschien 2004 auf Dead Teenager Records, dem Label des Schlagzeugers der Band Zeke, deren Herstellung und Verbreitung größtenteils von den Mitgliedern selbst übernommen wurde. Nach einer Tournee mit der kanadischen Post-Hardcore-Band Silverstein, wurden sie von deren Label Victory Records unter Vertrag genommen. Im Oktober 2004 brachten Aiden dann ihre zweite LP Nightmare Anatomy auf den Markt. Nachdem sie 2006 auf der Kerrang XXV mit HIM tourten, wurden sie bei den Kerrang Awards als Best International Newcomer ausgezeichnet, und setzten sich dabei unter anderem gegen Panic at the Disco, From First to Last und Angels & Airwaves durch.
Mitte 2008 verließ Gitarrist Jake Wambold die Band. Im Herbst 2008 ging Aiden wiedervereinigt mit ihrer „The suffer little children Tour“ auf Tour. Auch in Deutschland sind sie aufgetreten.

## Stil
Aiden kombinieren in ihren Liedern Post-Hardcore und Horrorpunk. Dabei lassen sie Einflüsse von Gruppen wie Thursday, Avenged Sevenfold und Coheed and Cambria erkennen, laut Bandaussage sind weitere wichtige Einflüsse AFI und die neueren Misfits. Aiden lassen auf ihrer Website verlauten, sie würden Horror Rock spielen, jedoch wird dieser Begriff meist für ein ganz anderes Genre verwendet.

## Diskografie

### Alben
- 2004: Our Gang’s Dark Oath
- 2005: Nightmare Anatomy
- 2006: Our Gangs Dark Oath Re-Issue
- 2006: Rain in Hell
- 2007: Conviction
- 2009: Knives
- 2011: Disguises
- 2011: Some Kind of Hate
- 2015: Aiden

### Singles
- 2004: I Set My Friends on Fire
- 2004: Fifteen
- 2005: Knife Blood Nightmare
- 2005: The Last Sunrise
- 2005: Die Romantic
- 2007: We Sleep Forever
- 2007: One Love
- 2007: Moment
- 2008: Cry Little Sister
- 2009: Scavengers of the Damned
- 2011: Hysteria